# Change of Heart (film, 1938)
Pour les articles homonymes, voir Change of Heart.
Pour plus de détails, voir Fiche technique et Distribution.
Change of Heart est un film américain réalisé par James Tinling, sorti en 1938.

## Fiche technique
- Titre : Change of Heart
- Réalisation : James Tinling
- Assistants-fréalisateur : Tom Dudley,  Edward O'Fearna
- Scénario : Frances Hyland, Albert Ray
- Photographie : Daniel B. Clark
- Montage : Irene Morra
- Musique : Samuel Kaylin (en)
- Direction artistique : Haldane Douglas, Bernard Herzbrun
- Costumes : Herschel McCoy
- Producteur exécutif : Sol M. Wurtzel
- Société de production :  Twentieth Century Fox
- Société de distribution :  Twentieth Century Fox
- Pays d'origine :  États-Unis
- Langue : Anglais
- Métrage : 1 820,25 m (7 bobines)
- Format : Noir et blanc— 35 mm — 1,37:1 — Son : Mono (Western Electric Mirrophonic Recording)
- Genre: Comédie
- Durée: 59 minutes
- Date de sortie :
  - États-Unis : 14 janvier 1938

## Distribution
- Gloria Stuart : Carol Murdock
- Michael Whalen : Anthony Murdock
- Lyle Talbot : Phillip Reeves
- Delmar Watson (en) : Jimmy Milligan
- Jane Darwell : Mme Thompson
- Helene Millard (non créditée) : une golfeuse